# أندرو كنيغو
أندرو كنيغو (بالكرواتية: Andro Knego) مواليد 21 أكتوبر 1956، هو لاعب كرة سلة كرواتي سابق. مثّل منتخب بلاده. شارك في دورة الألعاب الأولمبية الصيفية سنة 1976.

## سجل المنافسة
شارك في المنافسات التالية:
- بطولة أمم أوروبا لكرة السلة 1981
- الألعاب الأولمبية الصيفية 1976
- الألعاب الأولمبية الصيفية 1980
- الألعاب الأولمبية الصيفية 1984

## الميداليات
| الميدالية | المسابقة                         |
| --------- | -------------------------------- |
| فضية      | الألعاب الأولمبية الصيفية 1976   |
| ذهبية     | الألعاب الأولمبية الصيفية 1980   |
| برونزية   | الألعاب الأولمبية الصيفية 1984   |
| ذهبية     | بطولة كأس العالم لكرة السلة 1978 |
| برونزية   | بطولة كأس العالم لكرة السلة 1982 |
| فضية      | بطولة أمم أوروبا لكرة السلة 1981 |

## روابط خارجية
- أندرو كنيغو على موقع الاتحاد الدولي لكرة السلة (الإنجليزية)
- أندرو كنيغو على موقع الدوري الإسباني لكرة السلة (الإسبانية)
- أندرو كنيغو على موقع كرة السلة الأوروبية.كوم (الإنجليزية)
- أندرو كنيغو على موقع ريلجم (الإنجليزية)
- أندرو كنيغو على موقع بروبوليرز (الإنجليزية)
- أندرو كنيغو على موقع سبورتس رفرنس (الإنجليزية)
- أندرو كنيغو على موقع أوليمبيديا (الإنجليزية)